# Манастир Топлоу
Манастир Топлоу (грч. Μονη Τοπλου) је грчки манастир из 15. века. Смештен је у сувом и пустом подручју округа Ласити, на источном делу острва Крит.

## Историја
Мнастир је првобитно назван Панагиа Акротириани (Девица Марија од рта), по оближњем рту Сидеро. Његов садашњи назив дословно значи "са топа", тако су га звале Османлије, јер је поседовао зидине који су често служили за одбрамбене сврхе.
Манастир Топлоу је један од најзначајнијих манастира на Криту. Посвећен је светој Богородици и Ссветом Јовану Богослову. Настао је око средине 15. века, вероватно на рушевинама ранијег манастира. Манастир је опљачкан од стране малтешких витезова 1530. године и разрушен у земљотресу 1612. године. Због свог стратешког положаја, сенат Републике Венеције, која је тада управљала Критом, одлучио је да га обнови. Манастир је наставио да постоји до пада Крита под власт Турске 1646. године, након чега је напуштен дуго времена. 1704. године је стекао посебне повластице за заштиту од цариградског патријарха, добио статус ставропигије и поново је насељен.
У време грчког устанка против турског ропства 1821. године сви монаси манастира Топлоу су побијени од стране Турака 1821. и поново је остао пуст све до 1828. 
1866. године, током масовне критске побуне против Турака, манастир је поново демолиран. 
Током немачке окупације 1941-44, Топлоу је пружао уточиште борцима отпора и у њему је био смештен њихов бежични радио. Када је то откривено од стране Немаца, игуман и монаси су мучени и погубљени.

## Архитектура
Морајући да се брани од пирата и освајача, манастир Топлоу је утврђен високим зидинама. У свом садашњем облику се протеже на око 800 квадратних метара у три етаже, подељених на келије, пансионе, кухиње и складишта. Главна црква (Католикон) је изграђен као једнобродна базилика са два звоника, датира из 1558. године.

## Тренутни статус
Упркос својој бурној историји, Топлоу има много уметничких дела у свом поседу. Поседује богату збирку византијских икона, књига и докумената, старих гравира и артефаката који одражавају њену улогу у историјским догађајима који су утицали на Крит током последњих векова. Манастир поседује око 20 портрета монаха, епископа и игумана. Зидови трпезарије, такође су украшени са изузетним фрескама иконописца Манолиса Бетинакиса.